# Ipomoea setifera
Ipomoea setifera är en vindeväxtart som beskrevs av Jean Louis Marie Poiret. Ipomoea setifera ingår i släktet praktvindor, och familjen vindeväxter. Inga underarter finns listade i Catalogue of Life.

## Bildgalleri

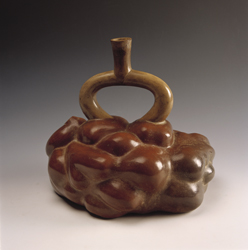
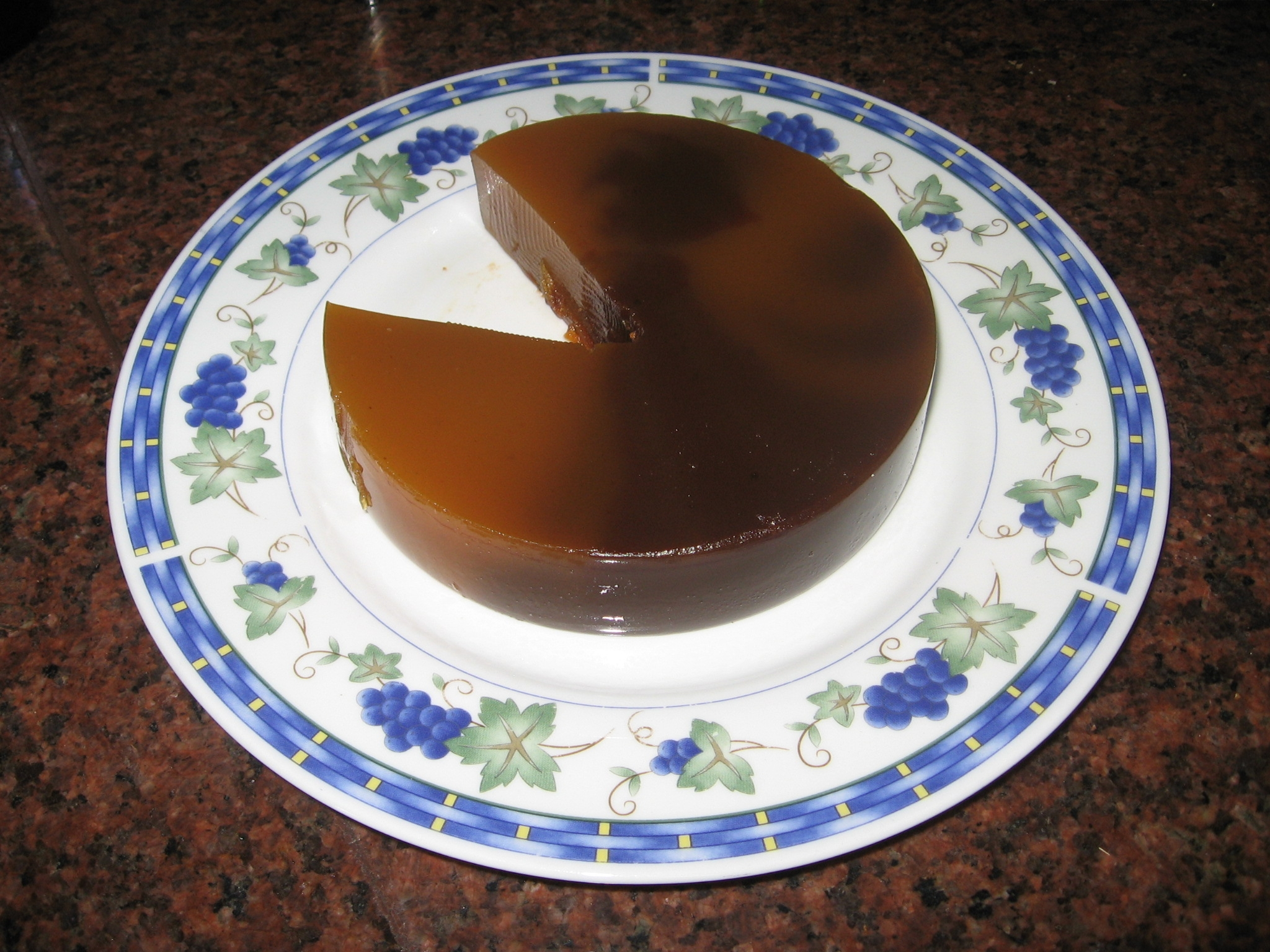
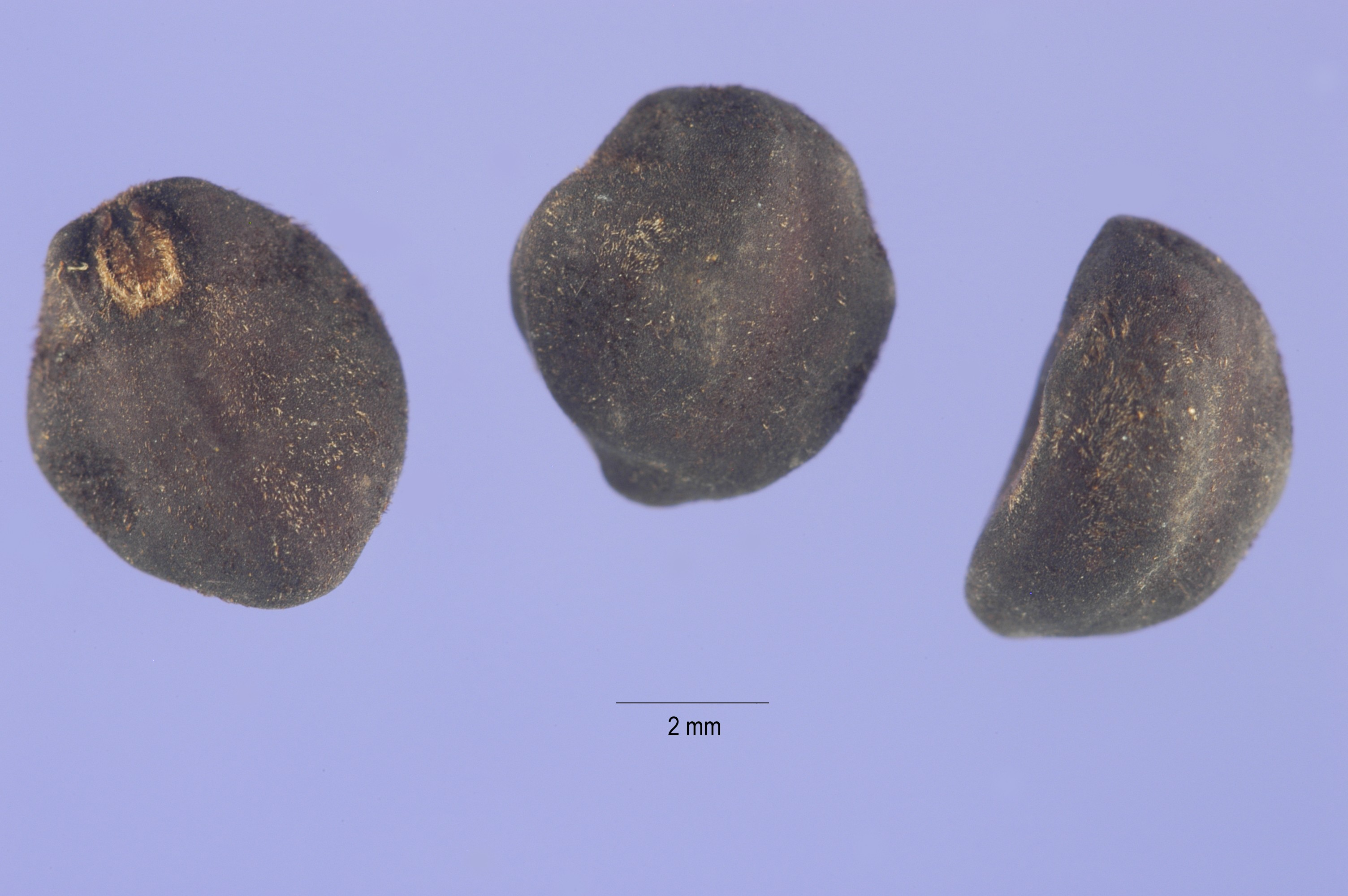